# The Workers Cup
The Workers Cup ist ein Dokumentarfilm von Adam Sobel, der am 19. Januar 2017 im Rahmen des Sundance Film Festivals seine Weltpremiere feierte. Der Film erzählt von den Lebens- und Arbeitsbedingungen afrikanischer und asiatischer Wanderarbeiter in Katar, aber auch von dem für sie ausgerichteten Fußballturnier, das Workers Cup genannt wird.

## Handlung
Der Film erzählt von den Lebens- und Arbeitsbedingungen afrikanischer und asiatischer Wanderarbeiter in Katar, die dort die Stadien und Einrichtungen errichten, die für die Fußball-Weltmeisterschaft 2022 benötigt werden und davon, wie für die Arbeiter jährlich ein Fußballturnier ausgerichtet wird, das man den Workers Cup nennt.
Nachdem die FIFA Katar zum Gastgeber der Fußball-Weltmeisterschaft 2022 ausgewählt hat, nutzt das erdölreiche Land seine finanziellen Mittel und beginnt mit dem Bau moderner Stadien und Einrichtungen. Katar, das zum damaligen Zeitpunkt über nur rund 2,5 Millionen Einwohner verfügte, musste hierfür Millionen von Wanderarbeitern in das kleine Land am Persischen Golf holen. Dies stammten aus Ländern wie Indien, Kenia, Nepal und Ghana und wurden zu Hunderten in engen und nur karg ausgestatteten Arbeiterlagern an den Außenrändern der Städte untergebracht, wohin sie nach ihren oft recht harten Arbeitstagen nachts zurückkehren. Die Arbeitsimmigranten versuchen ihren Familien in ihren Heimatländern ein besseres Leben zu ermöglichen, aber nicht immer sind die Arbeiter zufrieden, denn oft werden sie nicht pünktlich entlohnt.
Unter den Arbeitern befinden sich auch der 21-jährige ghanaische Arbeiter Kenneth, der auch nach Katar gekommen ist, weil er davon träumte, ein professioneller Fußballer zu werden, sein kenianischer Arbeitskollege Paul, der unsicher im Umgang mit Frauen ist, der ehemalige nepalesische Büroangestellte Padam, der sich bemüht, eine Fernbeziehung aufrechtzuerhalten, und Umesh, der aus Indien stammt und Vater von zwei Kindern ist und hofft, von dem im fernen Katar verdienten Geld genug sparen zu können, um ein Haus für seine Familie bauen zu können. Beim Fußballspielen mit den anderen Gastarbeitern, abseits der glänzenden Fußballstadien hinter ihren staubigen Arbeitslagern, vergessen sie, wenn auch nur zeitweise, ihre Enttäuschung darüber, dass viele von ihnen vor dem Unterzeichnen der Arbeitsverträge von den Anwerbern in ihren Heimatländern getäuscht, mit falschen Versprechungen in das Land gelockt wurden und jetzt für die halben Gehälter arbeiten, die ihnen versprochen wurden.
Bald wird für die Wanderarbeiter auch wieder von der katarischen Arbeiterwohlfahrt in den riesigen, teils halbfertigen Stadien in Doha, die viele von ihnen geholfen haben zu bauen, das alljährliche Fußballturnier organisiert, der Workers Cup, bei dem Teams der lokalen Baufirmen zusammengebracht werden und gegeneinander antreten. Die Gastarbeiter spielen aber nicht nur für die ausgelobten Geldpreise, sondern auch für ihr Unternehmen und erhalten dabei die Anerkennung und den Applaus ihrer Kollegen, die sie von den Zuschauerrängen aus bejubeln. Allerdings ist das Turnier auch Teil einer Image-Kampagne. Auch wenn jährlich der Workers Cup organisiert wird, werden die versprochenen Reformen des Arbeitsrechts für die Gastarbeiter nicht durchgeführt, und nach den Spielen müssen die Arbeiter wieder in ihre Arbeiterlager zurückkehren.

## Hintergrund
Die Menschenrechtsorganisation Amnesty International berichtete am 17. November 2013 nach einer Untersuchung der Arbeitsbedingungen in Katar von einer systematischen Ausbeutung von Gastarbeitern in der Baubranche und Fällen von Zwangsarbeit. Amnesty legte darüber einen 153-seitigen Report vor, der von den teils schockierenden Bedingungen vor Ort berichtete, worauf hin viele Sport- und Medienvertreter einen Stoppt der Ausbeutung von Arbeitsmigranten forderten. Weitere Kritikpunkte waren, das Arbeiten ohne Pause bei Temperaturen von bis zu 50 °C, mangelnde Ernährung, das Fehlen von Trinkwasser, ungenügende Arbeitssicherheit, medizinische Unterversorgung und Gewalt gegen Arbeitende. Zudem hatten viele Gastarbeiter auch betteln gehen müssen, weil sie ihren Lohn nicht erhielten.

## Produktion

### Stab, Besetzung und Filmmusik
Die Regie übernahm Adam Sobel. Der US-amerikanische Journalist nutzte das titelgebende Fußballturnier als Vorwand, um ein Team der Gulf Construction Company begleiten zu können und hierbei auch von den wahren Arbeitsbedingungen berichten zu können, die die Gastarbeiter in Katar vorgefunden haben.
Der im Film zu sehende Kenianer Paul sagte über sein Leben in Katar: "Ich versuche das Leben, das ich hier lebe, vor meinen Freunden zu verbergen, weil sie es nicht verstehen würden. Paul, der für seine Arbeit in dem fernen Land seinen Job als Barkeeper in der Westgate Mall in Kenias Hauptstadt Nairobi aufgegeben hatte, empfand sich in Katar nach eigenen Aussagen als Gefangener.
Die Filmmusik wurde von Nathan Halpern komponiert, der in Brooklyn lebt und arbeitet.

### Veröffentlichung
Der Film feierte am 19. Januar 2017 im Rahmen des Sundance Film Festivals seine Weltpremiere. Im Juni 2017 wurde der Film beim Sydney Film Festival gezeigt. Anfang Oktober 2017 wurde der Film im Rahmen des Zurich Film Festivals vorgestellt. Am 8. Juni 2018 kam der Film in ausgewählte US-amerikanische Kinos.

## Rezeption

### Kritiken
Der Film konnte bislang 82 Prozent der Kritiker bei Rotten Tomatoes überzeugen.
Geoff Berkshire von Variety sagt, entstanden sei ein nuanciertes, wenn auch etwas unterernährtes Porträt der ärmsten Bewohner des reichsten Landes der Welt.

### Auszeichnungen (Auswahl)
Critics’ Choice Documentary Awards 2018
- Nominierung als Bester Sportdokumentarfilm[10]

Hot Springs Documentary Film Festival 2017
- Auszeichnung mit dem McKinnis Sports Documentary Award	(Adam Sobel)

Sundance Film Festival 2017
- Nominierung als Wettbewerbsfilm im World Cinema Documentary Competition